# Ichimei
Ichimei (一命), comercialitzada internacionalment com Hara-Kiri: Death of a Samurai és una pel·lícula dramàtica jidaigeki japonesa de 2011 en 3D dirigida per Takashi Miike. Va ser produïda per Jeremy Thomas i Toshiaki Nakazawa, que anteriormen van fer equip amb Miike a la seva pel·lícula de 2010 13 Assassins. La pel·lícula és un remake en 3D de la pel·lícula de Masaki Kobayashi de 1962 Harakiri.
Va ser la primera pel·lícula en 3D que es va estrenar al 64è Festival Internacional de Cinema de Canes. Michael Atkinson de The Village Voice la va elogiar descrivint-la com "un aprofundiment melodramàtic i una duplicació espantosa del gran original de Kobayashi". El compositor i estrella del pop Ryuichi Sakamoto va escriure la banda sonora original.

## Argument
El 1635, el clan d'Hanshiro Tsugumo ha perdut el seu estatus i ell demana permís per fer seppuku al pati del castell de Lord Ii. El superior Kageyu Saitō explica a Hanshiro la història de l'escuder Motome Chijiiwa, un altre samurai del mateix clan que havia visitat amb la mateixa sol·licitud l'any anterior el 1634. Sospitant que estava fent un farol per obtenir diners, els servidors d'Ii van programar el ritual immediatament amb Hikokurō Omodaka actuant com a segon. En Motome va suplicar un dia més i 3 ryō per tractar la seva dona i el seu fill malalts. La seva petició va ser rebutjada, així que va començar a fer seppuku de manera ineficaç amb la seva espasa de bambú, trencant-la dins del seu estómac. Omodaka va insistir que s'havia de tallar més, però Saitō finalment es va tallar el cap per acabar amb el patiment.
Saitō s'ofereix a oblidar la petició però Hanshiro insisteix a continuar amb el ritual. Demana a Omodaka com a segon, però no es pot trobar. Les seves dues peticions següents com a segon, Matsuzaki i Kawabe, tampoc no es poden trobar. Hanshiro els diu que el juny de 1617 el pare de Motome, Jinnai Chijiiwa, va realitzar treballs de manteniment no autoritzats al castell i va ser desterrat. Va morir i va deixar en Motome a càrrec d'Hanshiro Tsugumo. El 1630, Motome es va casar amb la filla de Hanshiro, Miho. El seu fill petit va emmalaltir i en Motome va vendre la seva espasa per cobrir els costos durant un temps, però quan un metge li va demanar 3 ryo per endavant per al tractament, en Motome va intentar el suïcidi que va provocar la seva mort. El seu fill va morir de malaltia i la Miho es va suïcidar amb la mateixa espasa de bambú trencada després que el cos de Motome li fos retornat amb 3 ryo. Disgustat per la naturalesa horripilant de la mort d'en Motome, en Hanshiro va caçar a Omodaka, Matsuzaki i Kawabe i va tallar els seus chonmage per no aturar la dolorosa mort d'en Motome, fent-los perdre la cara i amagar-se.
Hanshiro porta els 3 ryo a Saitō i desafia els altres samurais amb una espasa de bambú, lluitant contra molts d'ells amb habilitat. Diu que l'honor d'un guerrer no és una cosa que només es fa servir per mostrar i derroca l'armadura decorativa del castell abans d'acceptar la mort. Omodaka, Matsuzaki i Kawabe cometen seppuku per vergonya i els altres retenidors tornen a muntar l'armadura. Lord Ii torna al castell i pregunta si l'armadura ha estat polida, perquè és l'orgull del castell.

## Repartiment
- Ichikawa Ebizō XI as Hanshiro Tsugumo
- Eita com a Motome Chijiiwa
- Hikari Mitsushima com a Miho Tsugumo
- Naoto Takenaka as Tajiri
- Munetaka Aoki as Hikokurō Omodaka
- Hirofumi Arai as Hayatonoshō Matsuzaki
- Kazuki Namioka as Umenosuke Kawabe
- Yoshihisa Amano com Sasaki
- Takehiro Hira com a Ii Kamon-no-kami Naotaka
- Takashi Sasano com a Sōsuke
- Nakamura Baijaku II as Jinnai Chijiiwa
- Kōji Yakusho as Kageyu Saitō

## Premis i nominacions
| Cerimònia de premi    | Categoria           | Recipients       | Resultat |
| --------------------- | ------------------- | ---------------- | -------- |
| 6ns Asian Film Awards | Millor banda sonora | Ryuichi Sakamoto | Nominat  |